# Jan van Weyde
Jan van Weyde (Bonn, 6 luglio 1979) è un attore tedesco noto per aver interpretato Xaver Steindl in Tempesta d'amore.

## Biografia
Nasce a Bonn ma vive tra Monaco di Baviera e Colonia è sposato con l'attrice belga Jasmine Schwiers. Dal 1999 al 2000 studia presso il College Acting Class di Chicago.
Dal 2005 al 2007 poi dal 2009 al 2013 è Xaver Steindl nella soap opera Tempesta d'amore.

## Filmografia

### Cinema
- Nicht mein Tag, regia di Peter Thorwarth (2014)
- Halbe Brüder, regia di Christian Alvart (2015)
- Schatz, nimm du sie!, regia di Sven Unterwaldt (2017)

### Televisione
- Verbotene Liebe – soap opera, 6 episodi (2001-2003)
- Schulmädchen – serie TV, episodio 1x06 (2003)
- Squadra Speciale Cobra 11 (titolo originale Alarm für Cobra 11 – Die Autobahnpolizei) – serie TV, episodio 15x02 (2004)
- Tempesta d'amore (Sturm der Liebe) – soap opera, 778 episodi (2005-2016)
- Wilsberg – serie TV, episodio 1x17 (2006)
- Mann, Sieber! – serie TV, un episodio (2017)
- Der Lehrer – serie TV, episodio 6x09 (2018)

## Doppiatori italiani
- Oliviero Cappellini in Tempesta d'amore